# Annameris robusta
Annameris robusta är en mångfotingart som beskrevs av Karl Wilhelm Verhoeff 1921. Annameris robusta ingår i släktet Annameris och familjen klotdubbelfotingar. Inga underarter finns listade i Catalogue of Life.